# Gebhard Fürst
Gebhard Fürst (Bietigheim, 2 de Dezembro de 1948) é bispo emérito da diocese de Rottenburg-Stuttgart.

## Vida

### Carreira
Gebhard Fürst começou seus estudos em 1969 depois de terminar o ensino médio, que ele levou no ginásio de ciências matemáticas e ciências Bietigheim , com o grego e o hebraico no Collegium Ambrosianum, em Stuttgart . Ele continuou com o tema Teologia Católica na Faculdade Teológica Católica da Universidade Eberhard Karls de Tübingen (1970) e na Faculdade de Teologia Católica da Universidade de Viena (1971 a 1972). Em 1975, ele passou pelo exame teológico (primeiro exame de serviço); No mesmo ano, ele entrou para o seminário dos diocese de Rottenburg-Stuttgartem Rottenburg no Neckar . Em 13 de dezembro de 1975, ocorreu a consagração do diácono . Ele então trabalhou como diácono em St. Johannes em Nürtingen . Em 1977, ele foi ordenado sacerdote pelo bispo Georg Moser na basílica de St. Vitus em Ellwangen (Jagst) . Ele então se tornou Vigário em St. Josef em Estugarda - Heslach e 1979 Repetente no Convento Episcopal da Diocese de Rottenburg-Stuttgart Wilhelmsstift em Tübingen e doutorando do Prof. Max Seckler na cadeira de Teologia FundamentalFaculdade Teológica Católica da Universidade de Tübingen. Em 1980, o segundo exame de serviço.
Em 1983, Prince tornou-se diretor interino da confissão teológica Wilhelmsstift em Tübingen, 1986 diretor da Academia da Diocese de Rottenburg-Stuttgart e membro da reunião do Ordinariado Episcopal. Em 1987 , recebeu seu doutorado em Teologia Fundamental com a dissertação "Linguagem como processo metafórico". Teoria hermenêutica de linguagem de Johann Gottfried Herder " . De 1993 a 2000 foi presidente do círculo das Academias Católicas na Alemanha. Em 1999, o Papa João Paulo II concedeu-lhe o título de capelão a Sua Santidade .

### Bispo
Em 7 de Julho de 2000, o Papa João Paulo II nomeou Bispo Gebhard Fürst de Rottenburg-Stuttgart. A consagração episcopal lhe foi dada pelo arcebispo de Freiburg, Oskar Saier, no dia 17 de setembro do mesmo ano; Co-consecadores foram o seu antecessor, o bispo de Curia Walter Kasper e o bispo auxiliar Johannes Kreidler .
Desde 2007, Gebhard Fürst foi presidente da Publizistische Kommission , uma das 14 comissões episcopais da Conferência Episcopal Alemã . Ele também é membro da Comissão Religiosa e lidera seu subcomitê de bioética .  De 2000 a 2016, o bispo Fürst foi assistente ministerial do Comitê Central de Católicos Alemães (ZdK) . 

### Associações e Honras
Como diretor da Academia da diocese de Rottenburg-Stuttgart, Gebhard Fürst foi presidente do comitê do prêmio de Homens Prêmio Aleksandr "Para o ecumenismo de culturas". Ele era um membro da Comissão Cultural da cidade de Stuttgart, um membro sênior do conselho de curadores da Academia da diocese de Rottenburg-Stuttgart e membro do Conselho da Associação dos Amigos da Academia. Outros membros passaram a diretoria da Sociedade Histórica da diocese de Rottenburg-Stuttgart, o conselho de administração do trabalho de educação diocesana na Comissão Teológica do Conselho de Igrejas Cristãs em Baden-Wuerttemberg (ACK) e Comissão das Mulheres da diocese de Rottenburg-Stuttgart (até 1999).
Como bispo de 2001 a maio de 2005, foi membro do Conselho Nacional de Ética como representante da Igreja Católica . A nomeação para o Conselho Nacional de Ética foi feita em 2001 por decisão do Conselho Federal .
Em 2003 ele era de Cardeal Grão-Mestre Carlo Furno Cardinal para Grande Oficial da Ordem do Santo Sepulcro em Jerusalém e nomeado em 4 de Outubro de 2003 por Anton Schlembach , Grão Prior do Lieutenancy alemão investido.
Gebhard Fürst é um membro honorário no Filing Esslingen do distrito de Rotary International 1830 . É membro da Associação Teológica AV Albertus Magnus em Tübingen e, desde 2002, membro honorário da AV Alania Stuttgart em CV . Em 2013, Prince recebeu a Ordem do Mérito do Estado de Baden-Württemberg . 

## Posições

### Pesquisa de células estaminais
Dom Fürst rejeita pesquisas sobre células estaminais embrionárias . Sua declaração relacionada, os nazistas tiveram seus experimentos humanos com base no argumento melhorou chances de recuperação, foi criticado por cientistas alemães. 

### Florestas de enterro
No início da expansão da floresta da urna havia uma disputa para abrir uma floresta funerária no município da cidade de Isny . O bispo se ofendeu no site da Friedwald-GmbH, que foi percebida como uma natureza, religiosamente esotérica, e especialmente na afirmação de que a árvore leva as cinzas como nutriente, tornando-se assim um símbolo para a continuação da vida. Ele criticou que, por trás do negócio, havia uma virada para a natureza como uma autoridade quase-divina.  O Friedwald GmbH foi posteriormente mudou seu website de forma permanente, mas não conseguiu penetrar no local solicitado em Isny.

### Testes de sangue em mulheres grávidas
Como presidente do Comitê de Bioética da DBK, Fürst vê nos testes pré-natais para a síndrome de Down o perigo "que geneticamente classificado como pessoas insuficientemente classificadas já estaria no útero". 

### Hohenheim Conference 2011
Em 2011, o bispo Fürst proibiu uma conferência na Academia em Hohenheim , que deveria abordar a relação entre a moral sexual católica e a sociedade aberta, alegando que a composição dos palestrantes não era suficientemente equilibrada. 

### Sentença de circuncisão
O bispo Fürst criticou o polêmico veredicto do tribunal distrital de Colónia sobre circuncisões religiosamente justificadas e assegurou aos judeus e muçulmanos sua solidariedade. Ele falou de uma "grave interferência na liberdade religiosa". 

### Trabalhador forçado nazista
Sobre a questão dos trabalhadores forçados empregados entre 1939 e 1945 nas instituições eclesiásticas da diocese, imediatamente após assumir o cargo, o Bispo Fürst pediu uma compensação. Ao mesmo tempo, foi criada uma comissão para trabalhar cientificamente neste assunto. Além disso, 5.000 DM foram pagos a ex-trabalhadores forçados. Além disso, oito das 13 pessoas sobreviventes puderam acompanhar pessoalmente o convite do Prince para uma estadia de férias e spa na diocese e ser recebida por ele.

### Finanças diocesanas
Em outubro de 2013, o bispo Fürst criticou uma contribuição da revista Kontraste , segundo a qual a remodelação do Ordinariado Episcopal ou o novo prédio parcial de "falsas prioridades" foi fixado em 39,2 milhões de euros e descreveu-o como "distorcido". Esta conversão ou novo edifício foi financiado de forma transparente dos fundos fiscais da igreja, além disso, o Diözesanrat, o mais alto comitê de orçamento, este projeto acompanhou por anos. Furst, Furst também disse que, contrariamente aos contrastes, a diocese certamente planeja publicar seus ativos. No entanto, devido à necessária reorganização das contas, isso só pode acontecer no final do exercício financeiro de 2013 (início do verão de 2014). Também são reprovadas as propriedades residenciais e comerciais doSiedlungswerk , em que a diocese é envolvida em 75%, rejeitou Prince e se referiu às suas "diretrizes sociais e ambientais".

### Pegida
Na sua mensagem de Natal, bem como o sermão da Véspera de Ano Novo, 2014 Fürst assumiu posição contra o movimento de Pegida . Aqueles que, com o pretexto de querer proteger o Ocidente cristão da alienação, recusam a ajuda aos refugiados e permitem ou disseminam a xenofobia, traem valores cristãos e despejam o petróleo no fogo do fundamentalismo e quem canta canções de natal ( na manifestação de Pegida em 22 de dezembro de 2014) chamado a ele ), deve compreender o seu significado, que Deus está com os necessitados e desamparados. 

### Mulheres Diaonon
Em março de 2017, Fürst confessou o Diaconado das Mulheres e descreveu-o como um "sinal dos tempos". 

## Links da Web
- Literatura de e sobre Gebhard Fürst (em alemão) no catálogo da Biblioteca Nacional da Alemanha
- Cheney, David M. «bishop» (em inglês). Catholic-Hierarchy.org
- Website des Bischofs von Rottenburg-Stuttgart